# Svenska Cupen 2009
De Svenska Cupen 2009 was de 54ste editie van het nationale voetbalbekertoernooi van Zweden.
Het toernooi, dat middels een lente-herfstcompetitie werd gespeld, ving aan op 14 maart en eindigde op 7 november met de finale in het Råsunda stadion in Solna, Stockholm. Titelverdediger was IFK Göteborg. De beker werd voor de achtste keer gewonnen door AIK Fotboll uit Solna dat in de finale IFK Göteborg met 2-0 versloeg.

## Deelname en opzet
Er namen dit jaar 97 clubs aan deel. Dit waren de zestien clubs uit de Allsvenskan (de hoogste divisie in Zweden), de zestien clubs uit de Superettan (de tweede divisie) en 65 clubs uit de lagere (district)divisies.
Het bekertoernooi omvatte dit jaar acht ronden welke door middel van het knock-outsysteem werd gespeeld.

## Uitslagen

### Voorronde
De wedstrijden werden op 14, 21 en 22 maart gespeeld.
| Thuisclub              | Uitslag | Uitclub                 |
| ---------------------- | ------- | ----------------------- |
| Hammarby Talang FF     | 5-1     | Vallentuna BK           |
| Dalkurd FF             | 4-2     | Västerås SK             |
| Gröndals IK            | 3-1     | Heby AIF                |
| Handelskamraternas IS  | 2-0     | Dalhem IF               |
| Enskede IK             | 1-0     | Linköpings FF           |
| Sollentuna United FF   | 1-0     | Valsta Syrianska IK     |
| KF Velebit             | 1-0     | Kinna IF                |
| Asarums IF FK          | 0-6     | IFK Berga               |
| Reymersholms IK        | 0-5     | Arameiska-Syrianska KIF |
| Slottsskogen/Godhem IF | 0-5     | IK Gauthiod             |
| Tidaholms GoIF         | 2-6     | IK Oddevold             |
| Växjö Norra IF         | 0-4     | IFK Hässleholm          |
| Skrea IF               | 0-4     | Lunds BK                |

| Thuisclub           | Uitslag | Uitclub          |
| ------------------- | ------- | ---------------- |
| Åsebro IF           | 2-5     | Karlstad BK      |
| FC Widerlöv Uppsala | 1-4     | Kvarnsvedens IK  |
| Domsjö IF           | 1-4     | IFK Timrå        |
| Rydaholms GoIF      | 0-3     | IS Halmia        |
| IF Lödde            | 0-3     | Kristianstads FF |
| Sjöbo IF            | 0-3     | IFK Malmö        |
| Mjölby AI FF        | 2-4     | Vetlanda FF      |
| Höganäs BK          | 0-2     | IFK Klagshamn    |
| IK Östria Lambohov  | 0-2     | Nyköpings BIS    |
| Hudiksvalls ABK     | 3-4     | Sandvikens IF    |
| IFK Fjärås          | 1-2     | Gunnilse IS      |
| Ljungby IF          | 1-2     | Husqvarna FF     |

### Eerste ronde
De wedstrijden werden van 25 maart tot en met 4 april gespeeld.
| Thuisclub          | Uitslag      | Uitclub                 |
| ------------------ | ------------ | ----------------------- |
| IFK Ölme           | 4-1          | Karlslunds IF           |
| Hammarby Talang FF | 3-1          | Vasalund IF             |
| Skövde AIK         | 3-1          | Degerfors IF            |
| Norrby IF          | 2-1          | Husqvarna FF            |
| Enskede IK         | 1-0          | Arameiska-Syrianska KIF |
| Nyköpings BIS      | 3-3 ns (4-5) | Syrianska FC            |
| IFK Berga          | 2-7          | IFK Hässleholm          |
| Karlstad BK        | 2-7          | FC Trollhättan          |
| IFK Timrå          | 0-5          | Östersunds FK           |
| KF Velebit         | 0-4          | Gunnilse IS             |
| IK Gauthiod        | 0-4          | Qviding FIF             |
| Alviks IK          | 1-4          | Ersboda SK              |

| Thuisclub             | Uitslag | Uitclub             |
| --------------------- | ------- | ------------------- |
| IFK Umeå              | 1-4     | IFK Luleå           |
| Handelskamraternas IS | 0-3     | Gröndals IK         |
| IFK Malmö             | 0-3     | Kristianstads FF    |
| IK Oddevold           | 1-3     | Lindome GIF         |
| Markaryd IF           | 0-2     | IS Halmia           |
| Vetlanda FF           | 0-2     | Jönköpings Södra IF |
| IFK Klagshamn         | 0-2     | IF Limhamn Bunkeflo |
| KB Karlskoga          | 0-2     | BK Forward Örebro   |
| Kvarnsvedens IK       | 0-2     | Sandvikens IF       |
| Sollentuna United FF  | 0-2     | FC Väsby United     |
| Dalkurd FF            | 1-2     | IK Sirius FK        |
| Lunds BK              | 0-1     | Landskrona BoIS     |

### Tweede ronde
De wedstrijden werden op 8 en 9 april gespeeld.
| Thuisclub           | Uitslag      | Uitclub             |
| ------------------- | ------------ | ------------------- |
| Ersboda SK          | 3-1          | Östersunds FK       |
| Gunnilse IS         | 2-0          | Jönköpings Södra IF |
| IFK Hässleholm      | 2-2 ns (3-2) | Falkenbergs FF      |
| IS Halmia           | 1-4          | Kristianstads FF    |
| Norrby IF           | 0-3          | Åtvidabergs FF      |
| BK Forward Örebro   | 0-3          | Skövde AIK          |
| Hammarby Talang FF  | 0-3          | FC Väsby United     |
| IF Limhamn Bunkeflo | 1-3          | Mjällby AIF         |

| Thuisclub      | Uitslag | Uitclub              |
| -------------- | ------- | -------------------- |
| Sandvikens IF  | 0-2     | Syrianska FC         |
| FC Trollhättan | 2-3     | Qviding FIF          |
| IFK Ölme       | 1-2     | Assyriska Föreningen |
| Enskede IK     | 1-2     | IFK Norrköping       |
| Lindome GIF    | 0-1     | Landskrona BoIS      |
| IFK Luleå      | 1-5 nv  | GIF Sundsvall        |
| Ängelholms FF  | 1-3 nv  | Ljungskile SK        |
| Gröndals IK    | 3-4 nv  | IK Sirius FK         |

### Derde ronde
De wedstrijden werden op 25 en 26 april gespeeld.
| Thuisclub        | Uitslag | Uitclub           |
| ---------------- | ------- | ----------------- |
| Syrianska FC     | 5-1 nv  | Trelleborgs FF    |
| Landskrona BoIS  | 4-2     | GAIS Göteborg     |
| Gunnilse IS      | 2-0     | Örgryte IS        |
| Mjällby AIF      | 1-0     | Malmö FF          |
| GIF Sundsvall    | 1-0     | Kalmar FF         |
| IK Sirius FK     | 2-0 nv  | IF Brommapojkarna |
| Ersboda SK       | 1-8     | IFK Göteborg      |
| Kristianstads FF | 1-4     | Örebro SK         |

| Thuisclub       | Uitslag | Uitclub        |
| --------------- | ------- | -------------- |
| Assyriska FF    | 2-4     | BK Häcken      |
| Qviding FIF     | 1-3     | Gefle IF       |
| IFK Hässleholm  | 0-2     | Djurgårdens IF |
| Skövde AIK      | 0-2     | Halmstads BK   |
| FC Väsby United | 0-2     | Helsingborg IF |
| IFK Norrköping  | 1-2     | AIK Stockholm  |
| Åtvidabergs FF  | 2-3 nv  | Hammarby IF    |
| Ljungskile SK   | 1-2 nv  | IF Elfsborg    |

### Vierde ronde
De wedstrijden werden op 25 en 26 april gespeeld.
| Thuisclub    | Uitslag | Uitclub        |
| ------------ | ------- | -------------- |
| Örebro SK    | 3-0     | Halmstads BK   |
| Mjällby AIF  | 4-2     | Hammarby IF    |
| Syrianska FC | 2-1     | IF Elfsborg    |
| Gefle IF     | 1-0     | Djurgårdens IF |

| Thuisclub       | Uitslag | Uitclub         |
| --------------- | ------- | --------------- |
| Gunnilse IS     | 0-7     | Helsingborgs IF |
| Landskrona BoIS | 1-4     | IFK Göteborg    |
| GIF Sundsvall   | 3-5     | BK Häcken       |
| IK Sirius FK    | 0-1     | AIK Stockholm   |

## Schema
|  | kwartfinale     | kwartfinale  |                 |   | halve finale | halve finale |  |  | finale | finale |
|  |                 |              |                 |   |              |              |  |  |        |        |
|  |                 |              |                 |   |              |              |  |  |        |        |
|  | 8 juli          |              |                 |   |              |              |  |  |        |        |
|  |                 |              |                 |   |              |              |  |  |        |        |
|  | Mjällby AIF     | 1            |                 |   |              |              |  |  |        |        |
|  | Mjällby AIF     | 1            | 6 september     |   |              |              |  |  |        |        |
|  | AIK Stockholm   | 2            |                 |   |              |              |  |  |        |        |
|  | AIK Stockholm   | 2            | AIK Stockholm   | 3 |              |              |  |  |        |        |
|  | 8 juli          |              | AIK Stockholm   | 3 |              |              |  |  |        |        |
|  |                 | BK Häcken    | 2               |   |              |              |  |  |        |        |
|  | BK Häcken       | BK Häcken    | 2               | 1 |              |              |  |  |        |        |
|  | BK Häcken       |              | 7 november      | 1 |              |              |  |  |        |        |
|  | Örebro SK       | 0            |                 |   |              |              |  |  |        |        |
|  | Örebro SK       | 0            | AIK Stockholm   | 2 |              |              |  |  |        |        |
|  | 28 juni         |              | AIK Stockholm   | 2 |              |              |  |  |        |        |
|  |                 | IFK Göteborg | 0               |   |              |              |  |  |        |        |
|  | Syrianska FC    | IFK Göteborg | 0               | 1 |              |              |  |  |        |        |
|  | Syrianska FC    | 16 september |                 | 1 |              |              |  |  |        |        |
|  | Helsingborgs IF | 3            |                 |   |              |              |  |  |        |        |
|  | Helsingborgs IF | 3            | Helsingborgs IF | 1 |              |              |  |  |        |        |
|  | 9 juli          |              | Helsingborgs IF | 1 |              |              |  |  |        |        |
|  |                 | IFK Göteborg | 3               |   |              |              |  |  |        |        |
|  | IFK Göteborg    | IFK Göteborg | 3               | 3 |              |              |  |  |        |        |
|  | IFK Göteborg    |              |                 | 3 |              |              |  |  |        |        |
|  | Gefle IF        | 1            |                 |   |              |              |  |  |        |        |
|  | Gefle IF        | 1            |                 |   |              |              |  |  |        |        |

### Kwartfinale
|                   |                 |          |                                                     |                                                                                         |
| 28 juni 17:00 uur | Syrianska FC    | 1 – 3 nv | Helsingborgs IF                                     | Södertälje Fotbollsarena, Södertälje Toeschouwers: 1.050 Scheidsrechter: Jonas Eriksson |
| 28 juni 17:00 uur | Imad Zatara 80' |          | 62' Erik Sundin 93' René Makondele 120' Erik Sundin | Södertälje Fotbollsarena, Södertälje Toeschouwers: 1.050 Scheidsrechter: Jonas Eriksson |

|                  |                     |       |                                   |                                                                           |
| 8 juli 19:00 uur | Mjällby AIF         | 1 – 2 | AIK Stockholm                     | Strandvallen, Hällevik Toeschouwers: 6.661 Scheidsrechter: Håkan Jonasson |
| 8 juli 19:00 uur | Erton Fejzullahu 9' |       | 39' Iván Óbolo 50' Martin Kayongo | Strandvallen, Hällevik Toeschouwers: 6.661 Scheidsrechter: Håkan Jonasson |

|                  |              |       |           |                                                                            |
| 8 juli 19:00 uur | BK Häcken    | 1 – 0 | Örebro SK | Rambergsvallen, Göteborg Toeschouwers: 1.031 Scheidsrechter: Martin Olsson |
| 8 juli 19:00 uur | Paulinho 60' |       |           | Rambergsvallen, Göteborg Toeschouwers: 1.031 Scheidsrechter: Martin Olsson |

|                  |                                                       |       |                 |                                                                          |
| 9 juli 19:00 uur | IFK Göteborg                                          | 3 – 1 | Gefle IF        | Gamla Ullevi, Göteborg Toeschouwers: 3.853 Scheidsrechter: Magnus Ahlsén |
| 9 juli 19:00 uur | Tobias Hysén 21' Tobias Hysén 33' Niklas Bärkroth 89' |       | 77' Amadou Jawo | Gamla Ullevi, Göteborg Toeschouwers: 3.853 Scheidsrechter: Magnus Ahlsén |

### Halve finale
|                       |                                                             |          |                           |                                                                              |
| 6 september 15:00 uur | AIK Stockholm                                               | 3 – 2 nv | BK Häcken                 | Råsunda stadion, Solna Toeschouwers: 8.117 Scheidsrechter: Martin Ingvarsson |
| 6 september 15:00 uur | Ivan Obolo 21' Nils-Eric Johansson 118' Markus Jonsson 120' |          | 89' Vinicius 95' Vinicius | Råsunda stadion, Solna Toeschouwers: 8.117 Scheidsrechter: Martin Ingvarsson |

|                        |                 |       |                                                               |                                                                             |
| 16 september 19:00 uur | Helsingborgs IF | 1 – 3 | IFK Göteborg                                                  | Olympia, Helsingborg Toeschouwers: 4.851 Scheidsrechter: Stefan Johannesson |
| 16 september 19:00 uur | Erik Sundin 41' |       | 17' Sebastian Eriksson 75' Tobias Hysén 84' Theodor Bjarnason | Olympia, Helsingborg Toeschouwers: 4.851 Scheidsrechter: Stefan Johannesson |

### Finale
|                      |                                       |       |              |                                                                            |
| 7 november 16:00 uur | AIK Stockholm                         | 2 – 0 | IFK Göteborg | Råsunda stadion, Solna Toeschouwers: 24.365 Scheidsrechter: Jonas Eriksson |
| 7 november 16:00 uur | Ivan Óbolo 72' Antonio Dos Santos 90' |       |              | Råsunda stadion, Solna Toeschouwers: 24.365 Scheidsrechter: Jonas Eriksson |